# Marcel van Vliet
Pour les articles homonymes, voir Van Vliet.
Pas d'image ? Cliquez ici
Marcel van Vliet, né le 7 octobre 1970, est un pilote de rallye-raid néerlandais, spécialiste des courses de camions. Entre 2007 et 2015, il participe chaque année au rallye Dakar dont il finit troisième en 2010.
Marcel van Vliet est directeur général du Groupe Van Viet Automobile, basé en 2024 aux Pays-Bas (IJssel) et au Togo. Concession qui a une gamme de produits diversifiés dans les camions exceptionnels, les bus, les autocars, les tracteurs et les semi-remorques.

## Palmarès

### Rallye Dakar
| Année | Catégorie                                         | Marque                                            | Copilotes                                         | Position                                          | Victoires d'étapes                                |
| ----- | ------------------------------------------------- | ------------------------------------------------- | ------------------------------------------------- | ------------------------------------------------- | ------------------------------------------------- |
| 2007  | Camion                                            | DAF                                               | Chris Strik Mark Wams                             | Éliminé (4e étape)                                | -                                                 |
| 2008  | Épreuve remplacée par le rallye d'Europe centrale | Épreuve remplacée par le rallye d'Europe centrale | Épreuve remplacée par le rallye d'Europe centrale | Épreuve remplacée par le rallye d'Europe centrale | Épreuve remplacée par le rallye d'Europe centrale |
| 2009  | Camion                                            | GINAF X2222                                       | Herman Vaanholt Gerard Van Veenendaal             | 11e                                               | 1                                                 |
| 2010  | Camion                                            | GINAF X2222                                       | Herman Vaanholt Gerard Van Veenendaal             | 3e                                                | -                                                 |
| 2011  | Camion                                            | MAN                                               | Serge Bruynkens Bernard Der Kinderen              | 7e                                                | -                                                 |
| 2012  | Camion                                            | MAN                                               | Serge Bruynkens Peter Bell                        | 23e                                               | 1                                                 |
| 2013  | Camion                                            | MAN                                               | Artur Klein Marcel Pronk                          | 8e                                                | -                                                 |
| 2014  | Camion                                            | MAN                                               | Artur Klein Marcel Pronk                          | 9e                                                | -                                                 |
| 2015  | Camion                                            | MAN                                               | Artur Klein Marcel Pronk                          | 8e                                                | -                                                 |